# Rising Sun (Maryland)
Rising Sun és una població dels Estats Units a l'estat de Maryland. Segons el cens del 2000 tenia 1.702 habitants.

## Demografia
Segons el cens del 2000, Rising Sun tenia 1.702 habitants, 681 habitatges, i 456 famílies. La densitat de població era de 706,6 habitants per km².
Dels 681 habitatges en un 39,4% hi vivien nens de menys de 18 anys, en un 45,8% hi vivien parelles casades, en un 16% dones solteres, i en un 33% no eren unitats familiars. En el 28,5% dels habitatges hi vivien persones soles el 16% de les quals corresponia a persones de 65 anys o més que vivien soles. El nombre mitjà de persones vivint en cada habitatge era de 2,5 i el nombre mitjà de persones que vivien en cada família era de 3,06.
Per edats la població es repartia de la següent manera: un 29,7% tenia menys de 18 anys, un 9% entre 18 i 24, un 30,8% entre 25 i 44, un 16,6% de 45 a 60 i un 13,8% 65 anys o més.
L'edat mediana era de 34 anys. Per cada 100 dones de 18 o més anys hi havia 77,7 homes.
La renda mediana per habitatge era de 41.089 $ i la renda mediana per família de 48.646 $. Els homes tenien una renda mediana de 36.765 $ mentre que les dones 26.875 $. La renda per capita de la població era de 17.835 $. Entorn del 9,3% de les famílies i el 9,8% de la població estaven per davall del llindar de pobresa.

## Poblacions més properes
El següent diagrama mostra les poblacions més properes.